# غرب فينتشلي (محطة مترو أنفاق لندن)
غرب فينتشلي (بالإنجليزية: West Finchley)‏ هي إحدى محطات مترو أنفاق لندن. تقع على خط الخط الشمالي تقع هذه المحطة بين مركز فينتشلي ومحطة وودسايد بارك وفي منطقة مترو أنفاق لندن 4.

## معرض صور

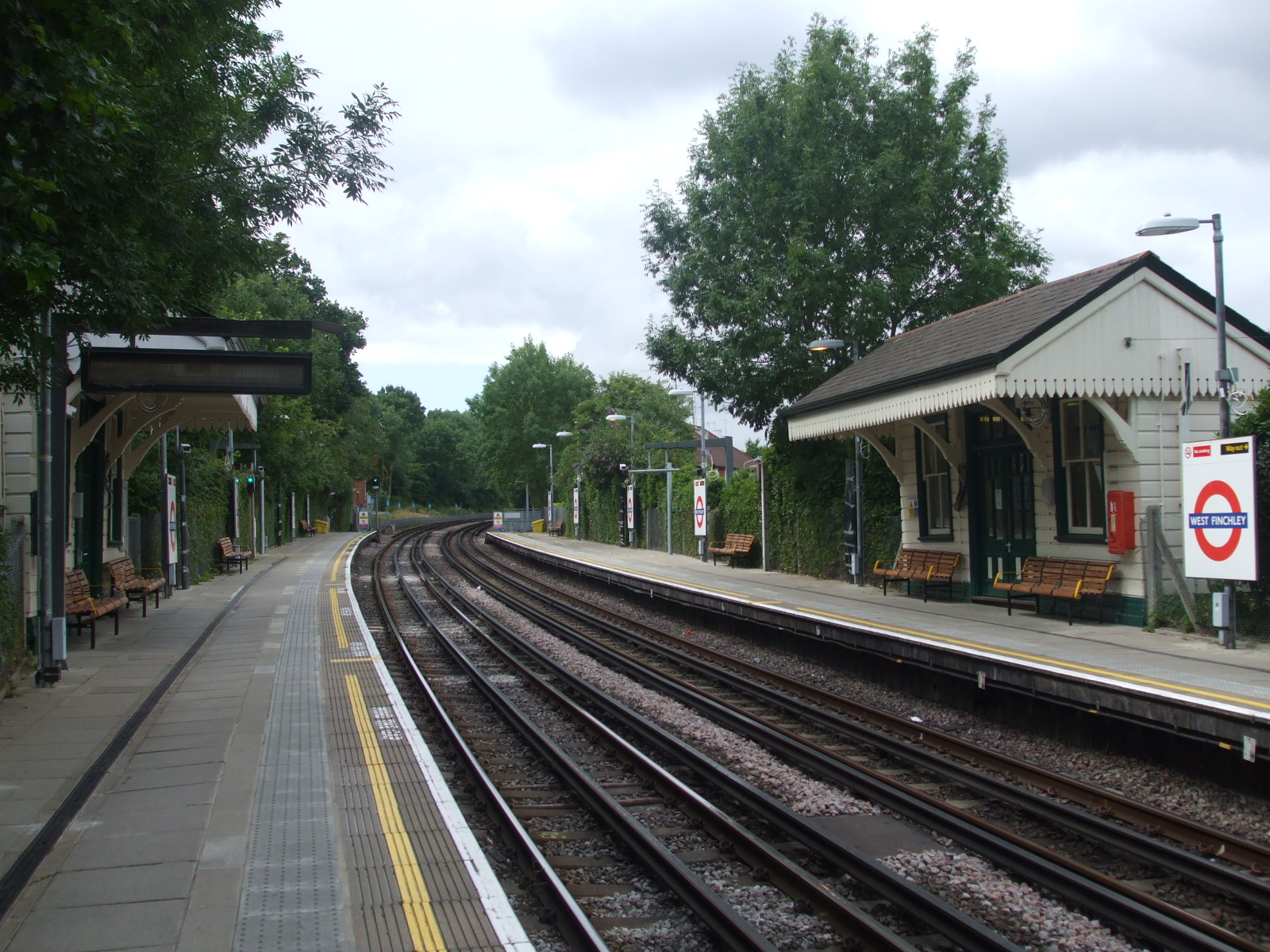
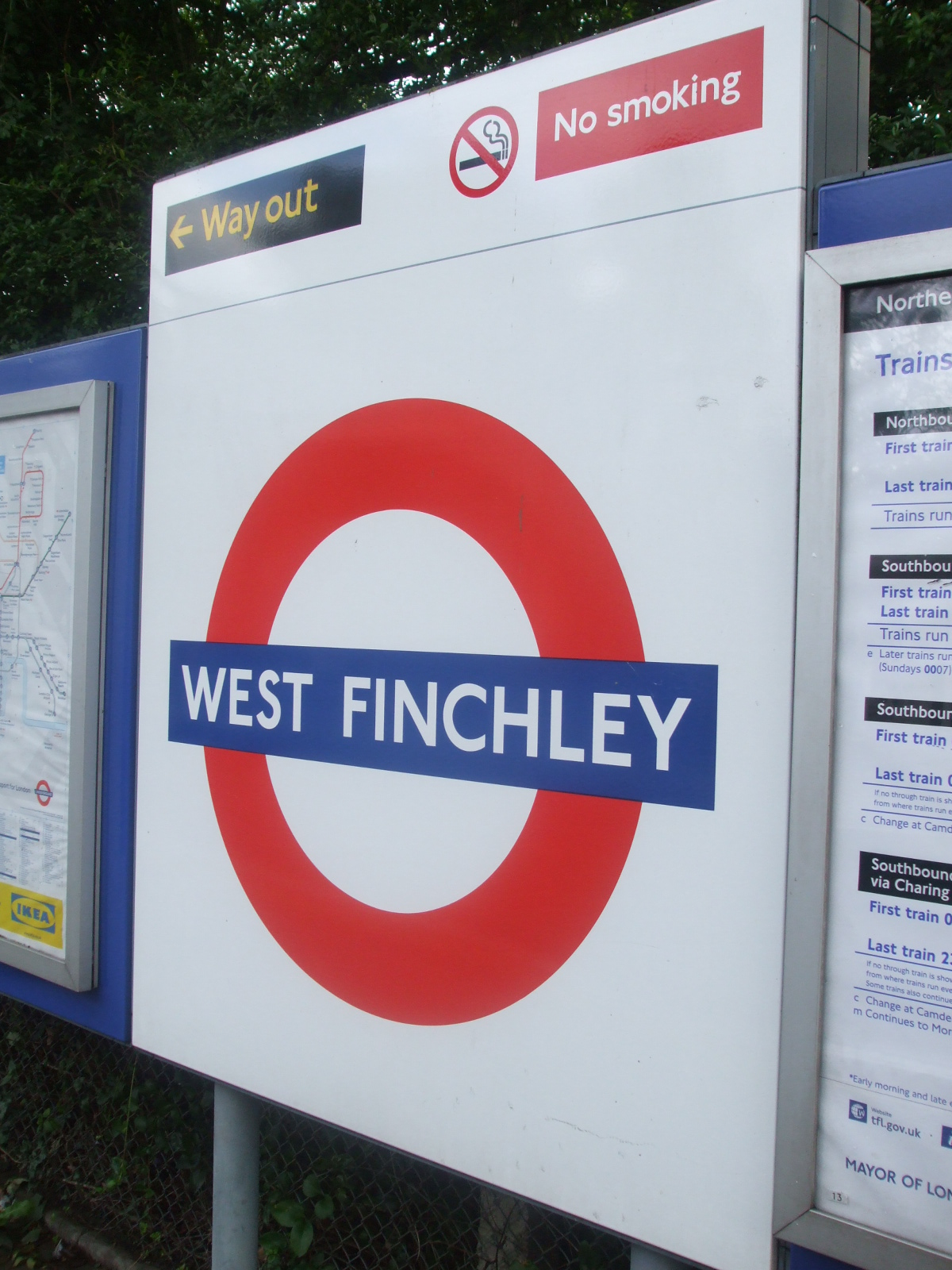
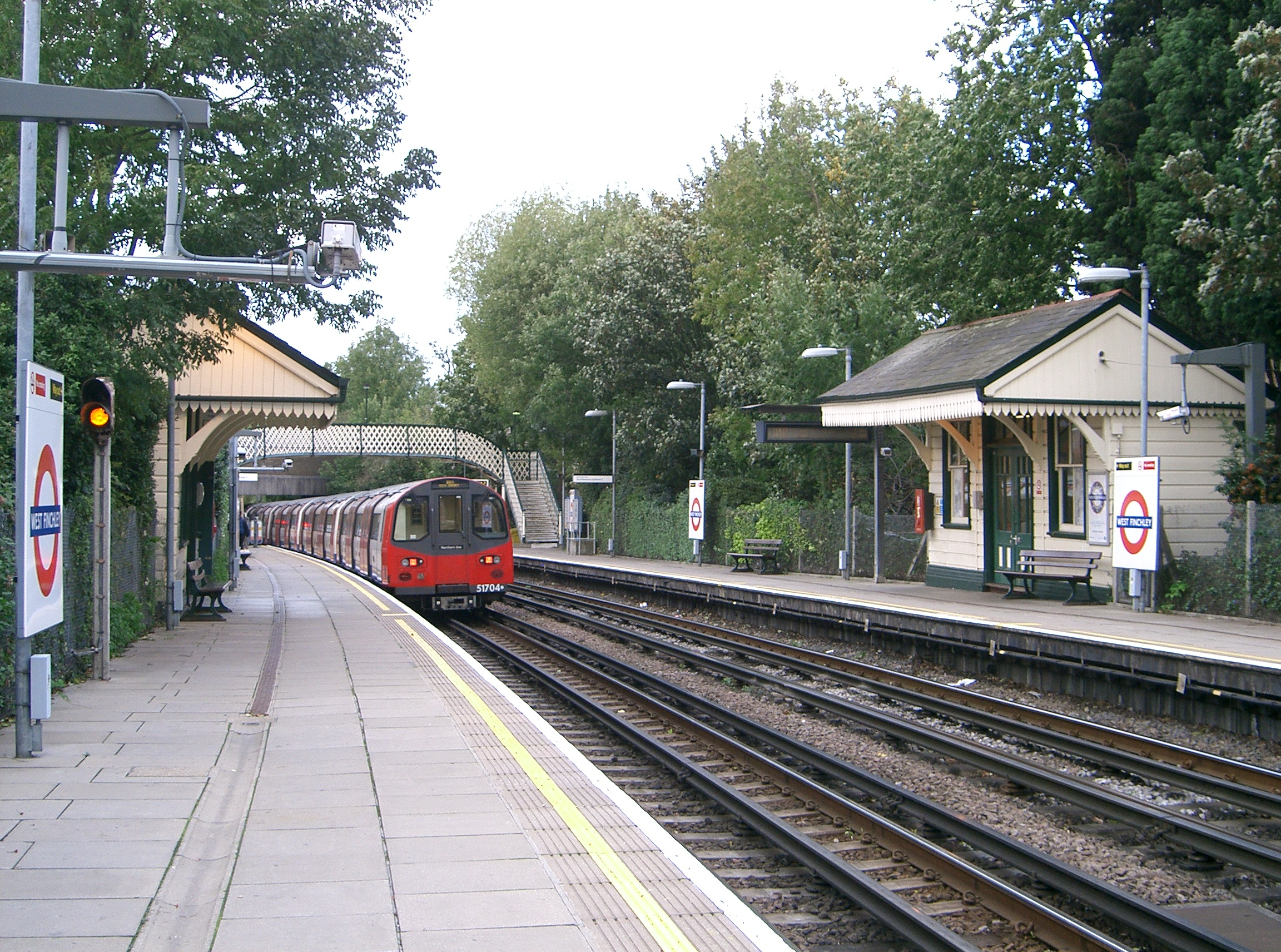